# Starrcade 1994
Starrcade 1994 var en pay-per-view inden for wrestling, der blev afholdt af WCW, og vist 27. december 1994. Den foregik i Nashville, USA.

## Vigtigste kampe
- WCW United States Heavyweight Title: Vader besejrede Hacksaw Jim Duggan
  - Den tidligere verdensmester, Vader, besejrede den populære US Champion Jim Duggan og vandt dermed titlen.

- Mr. T besejrede Kevin Sullivan

- Sting besejrede Avalanche

- WCW World Heavyweight Title: Hulk Hogan besejrede The Butcher
  - Mange års venskab var endt, og Hogan besejrede sin tidligere ven i en VM-titelkamp. Efter kampen gik Hogan ned i omklædningsrummet og blev lykønsket af nogle af de andre wrestlere. Ud af ingenting bryder den nye US Champion, Vader, og hans manager ind i omklædningsrummet og udfordrer Hulk Hogan til en VM-titelkamp.